# Mathieu Rigouste
 (juin 2025).
Mathieu Rigouste, né en 1981 à Gennevilliers, est un sociologue et essayiste français, chercheur indépendant en sciences sociales, réalisateur et militant.
Il est l'auteur de nombreux ouvrages de recherche critique sur l'ordre sécuritaire.

## Travaux sociologiques
Mathieu Rigouste est décrit comme « une figure influente des mouvements anti-police ». Il se définit comme quelqu'un qui « prend part aux luttes populaires contre les systèmes de domination et d’oppression. » Il ajoute que, selon lui, « l’investigation n’est pertinente que si elle est menée, au service des luttes et à travers elles ».
Ses travaux de recherche s'organisent autour de ce qu'il nomme le capitalisme sécuritaire et qu'il définit comme un « stade de développement de l'impérialisme », « depuis que le contrôle est devenu un marché fondamental, au cours du XXe siècle ».
Dans son ouvrage, fondé sur sa thèse, L'ennemi intérieur. La généalogie coloniale et militaire de l'ordre sécuritaire dans la France contemporaine, Rigouste étudie la transformation des figures de la menace à la tête de la pensée militaire française. Il observe à travers les archives de l'IHEDN (Institut des hautes études de défense nationale), l'évolution de la doctrine française de contre-insurrection (doctrine de la guerre contre révolutionnaire, DGR) et montre comment les modèles de « guerre dans la population » servent de répertoires pour la restructuration sécuritaire. Il soutient que les guerres coloniales constituent des laboratoires permanents pour la production politique, économique et sociale de « l'ordre sécuritaire ». Rigouste étudie notamment la manière dont, selon lui, la lutte contre l'immigration et la répression des quartiers populaires ont permis de mobiliser la grammaire idéologique de la contre-insurrection dans la pensée d'État, les appareils médiatiques et les états-majors policiers dans la France contemporaine.
Dans Les marchands de peur : la bande à Bauer et l'idéologie sécuritaire, il analyse l'émergence et le développement de l'idéologie de la sécurité à travers les parcours socio-historiques des membres de l'un des réseaux qui domine le champ dans les années 2000 et qu'il nomme « la bande à Bauer ». Il établit une typologie de ces « experts auto-proclamés » qu'il désigne comme producteurs et vendeurs de « notions-marchandises » « au service des industries de la guerre et du contrôle ».
Il affirme qu'il existerait une « industrialisation » de la violence policière et une restructuration du capitalisme autour des questions militaro-sécuritaires[source insuffisante].
Dans La Domination policière, Une violence industrielle (op. cit.), publié en 2012, il continue à enquêter sur la « contre-insurrection » et les violences d'État en analysant l'histoire et la transformation de la police dans l'ère sécuritaire contemporaine,
.
En 2020, il publie le projet Un seul héros le peuple, une recherche socio-historique sur les soulèvements algériens de décembre 1960, réunissant un site (unseulheroslepeuple.org)  ainsi qu'un livre et un film documentaire pour restituer une enquête de sept années sur ce qu'il appelle une « victoire populaire », un « massacre d'Etat dissimulé » et « la mise en échec de la contre-insurrection ». Le livre intitulé Un seul héros le peuple. La contre-insurrection mise en échec par les soulèvements populaires de décembre 1960, publié aux éditions Premiers Matins de Novembre, est considéré par François Gèze, ancien directeur des éditions La Découverte comme un ouvrage « majeur » sur le sujet[source insuffisante]. Le film Un seul héros le peuple est sélectionné au festival de Béjaia (Algérie) et nommé parmi « les 10 documentaires qui ont fait 2020 » de la revue Les Inrockuptibles.
Il sort le film Nous sommes des champs de bataille en 2025, concernant le communauté française du renseignement et ses actions auprès des luttes sociales, en se rendant notamment au Milipol Paris.

## Poursuites et condamnations
Le 22 juin 2013, il est arrêté à Toulouse par la Police nationale. Emmené menotté au commissariat de l'Embouchure, il est déposé le lendemain matin par la police à l'hôpital Rangueil le visage tuméfié, un tympan percé et le poignet brisé, selon les 3 pages de description écrites par le médecin légiste qui l'a ausculté à sa sortie de l'hôpital[source insuffisante]. Il est accusé d'outrage et violences sur personnes dépositaires de l'autorité publique. L'audience était prévue pour février 2015 mais a été reportée 9 fois. Il a également déposé plainte pour les violences subies mais sa plainte a été classée sans suite par le procureur de la République, ainsi que par le doyen des juges d'instruction[source insuffisante].
Le 13 août 2021, le premier vice-président du tribunal judiciaire de Toulouse, Benoît Couzinet, a délivré une ordonnance de non-lieu dans l'affaire opposant le chercheur aux policiers toulousains. Le 5 janvier, il comparait en tant qu'accusé au tribunal de Toulouse mais fait valoir qu’il a été victime de violences policières. En février 2023, le sociologue et militant est finalement relaxé des violences contre des policiers dont il était accusé.

## Publications

### Livres
- La guerre globale contre les peuples. Mécanique impériale de l'ordre sécuritaire, La Fabrique, 2025, 304 p.  (ISBN 9782358723008)
- La police du futur. Le marché de la violence et ce qui lui résiste, 10/18, 2022, 80 p. (EAN 9782264079848)
- Un seul héros, le peuple : la contre-insurrection mise en échec par les soulèvements algériens de décembre 1960, Paris, Premiers matins de novembre, 2022 (1re éd. 2020), 388 p. (ISBN 9782955917459)
- État d'urgence et business de la sécurité, Marseille, Niet!éditions, 2016, 96 p. (ISBN 979-10-96195-00-8)
- La domination policière : Une violence industrielle, La Fabrique, 2012 / edition augmentée 2021, 264 p. (ISBN 9782358720458, lire en ligne )
- Les marchands de peur : La bande à Bauer et l'idéologie sécuritaire, Libertalia, 2013 (1re éd. 2011) (ISBN 9782918059356, lire en ligne )
- Le théorème de la hoggra : Histoires et légendes de la guerre sociale, BBoyKonsian, coll. « Béton arméE », 2011, 240 p. (ISBN 978-2-9538046-1-4, lire en ligne )
- L'ennemi intérieur : La généalogie coloniale et militaire de l'ordre sécuritaire dans la France contemporaine, La Découverte, 2011 (1re éd. 2009), 364 p. (ISBN 9782707169150, lire en ligne )

Participation à des ouvrages collectifs :
- Elsa Dorlin (dir.) avec Jean-Pierre Sainton et Mathieu Rigouste, Guadeloupe 67, Massacrer et laisser mourir, Paris, Libertalia, 2023, 160p.
- "Les chemins de la victoire passent par nous-mêmes", préface à Farid El Yamni, Wissam Vérité, Editions du Croquant, 2021.
- avec Deltombe, Thomas, « The Enemy Within : The Construction of The "Arab" in the media », in Bancel, Nicolas (dir.), The Colonial Legacy in France (2005-2010-2015), Indiana University Press, 2016.
- « Le marché global de la violence », postface de Lesley J. Wood, Mater la meute. La militarisation de la gestion policière des manifestations, Lux, 2015.
- « A qui profite la "guerre au crime" ? Gestion (para)-étatique du marché des drogues et contre-révolution sécuritaire », préface à Michael T. Cetewayo, Capitalisme plus came égale génocide, PMN Editions, 2015.
- « Le bras armé des classes dominantes », in Angles Morts (dir.), Permis de tuer. Chronique de l'impunité policière, Syllepse, 2014.
- « L'ordre sécuritaire et le soulèvement des quartiers populaires. Retour sur la bataille de Villiers-le-Bel », in Angles Morts (dir.), Vengeance d'Etat. Villiers-le-bel, des révoltes au procès, Syllepse, 2011.
- « La race des insoumis. Sur l'impensé colonial dans les institutions françaises », in Bancel, Nicolas et Blanchard, Pascal (dir), Ruptures postcoloniales, Les nouveaux visages de la société française, La Découverte, 2010, pp. 196-204.
- « L'amalgame suspect de la faucille et du croissant », in Driss El Yazami, Yvan Gastaut et Naïma Yahi (dir.), Générations. Un siècle d'histoire culturelle des Maghrébins en France, Gallimard Génériques/CNHI, pp 110-116.
- « La guerre à l’intérieur. Sur la militarisation du contrôle des quartiers populaires » in Mucchielli, Laurent (dir.), La frénésie sécuritaire, La Découverte, 2008.Ouvrage traduit en anglais en 2010.
- « La contre insurrection qui reste. Notes sur le complexe de Marighela », préface au Manuel du guérilléro urbain de Carlos Marighela, Libertalia, 2009.
- « L’armée et la construction de l’immigration comme menace », in Blanchard, P. et Bancel, N. , Culture Coloniale en France. De la révolution française à nos jours, CNRS éditions, Autrement, 2008.
- « La couleur et le corps de l’ennemi intérieur dans la doctrine militaire française pendant la guerre d’Algérie », in Boetsch, Gilles (dir.), Coloris corpus, CNRS éditions, 2008, p392.
- « La construction médiatique du corps intégré. Promouvoir pour bannir dans la cité postcoloniale », in Rigoni, Isabelle (dir.), Qui a peur de la télévision en couleurs ? La diversité culturelle dans les médias, Aux Lieux d’Etre, 2007, p109.
- « L’armée et la construction de l’immigration comme menace », in Blanchard, P. et Bancel, N. , Culture Postcoloniale, 1961-2006, Traces et mémoires coloniales en France, Autrement, 2006, pp. 113-124;
- « L’ennemi intérieur : la construction médiatique de la figure de l’« Arabe » », in Bancel, N, Blanchard, P, Lemaire, S. (dir.), La Fracture coloniale, La société française au prisme de l’héritage colonial¸La Découverte, 2005, pp. 191-198 Avec Thomas Deltombe.

### Entretiens
- « Comprendre la domination policière. Le savoir au service des luttes », entretien avec Julien Théry dans On s'autorise à penser, émission du Média, 30 décembre 2021.